# Ferdinand Münz
Ferdinand Münz, né le 23 juin 1888 à Cracovie et décédé le 16 août 1969 à Glashütten, est un chimiste autrichien. 

## Biographie
Il a notamment synthétisé l'EDTA (acide éthylenediaminetétraacetique) pour IG Farben en 1935. Münz a ensuite breveté l'EDTA anonymement en Allemagne puis à son nom aux États-Unis, dans le but de produire un substitut de l'acide citrique, afin de réduire la dépendance du gouvernement allemand vis-à-vis des importations de produits chimiques de l'étranger.
Münz a remarqué qu'un acide aminocarboxylique fonctionnait beaucoup mieux comme agent chélateur que l'acide citrique et a donc pensé qu'un acide polyaminopolycarboxylique aurait été encore plus efficace. 
En 1945, il travaille avec le futur prix Nobel Kurt Alder (1902-1958). En 1949, ils publient ensemble un article sur la synthèse et les additions de diènes. Il décède le 16 août 1969 à l'âge de 81 ans.